# Szilágyi Albert (rendező)
Szilágyi Albert (Szászfenes, 1926. május 30. – Budapest, 2018. május 18.) színházi rendező, színigazgató.

## Életpályája
1951-ben szerezte rendezői diplomáját a Színművészeti Akadémián. Ezután a Szegedi Nemzeti Színháznál dolgozott, majd Pécsett, Békéscsabán, Miskolcon és Veszprémben rendezett. 1962 és 1980 között a győri Kisfaludy Színházban működött rendezőként.

## Fontosabb rendezései
- Shaw: Szent Johanna
- Kohout: Ilyen nagy szerelem
- Shakespeare: Rómeó és Júlia
- Arbuzov: Irkutszki történet
- Miller: Pillantás a hídról
- Katona József: Bánk bán